# Systoechus marshalli
Systoechus marshalli är en tvåvingeart som beskrevs av Paramonov 1931. Systoechus marshalli ingår i släktet Systoechus och familjen svävflugor. Inga underarter finns listade i Catalogue of Life.